# Lutherkirche (Altena)

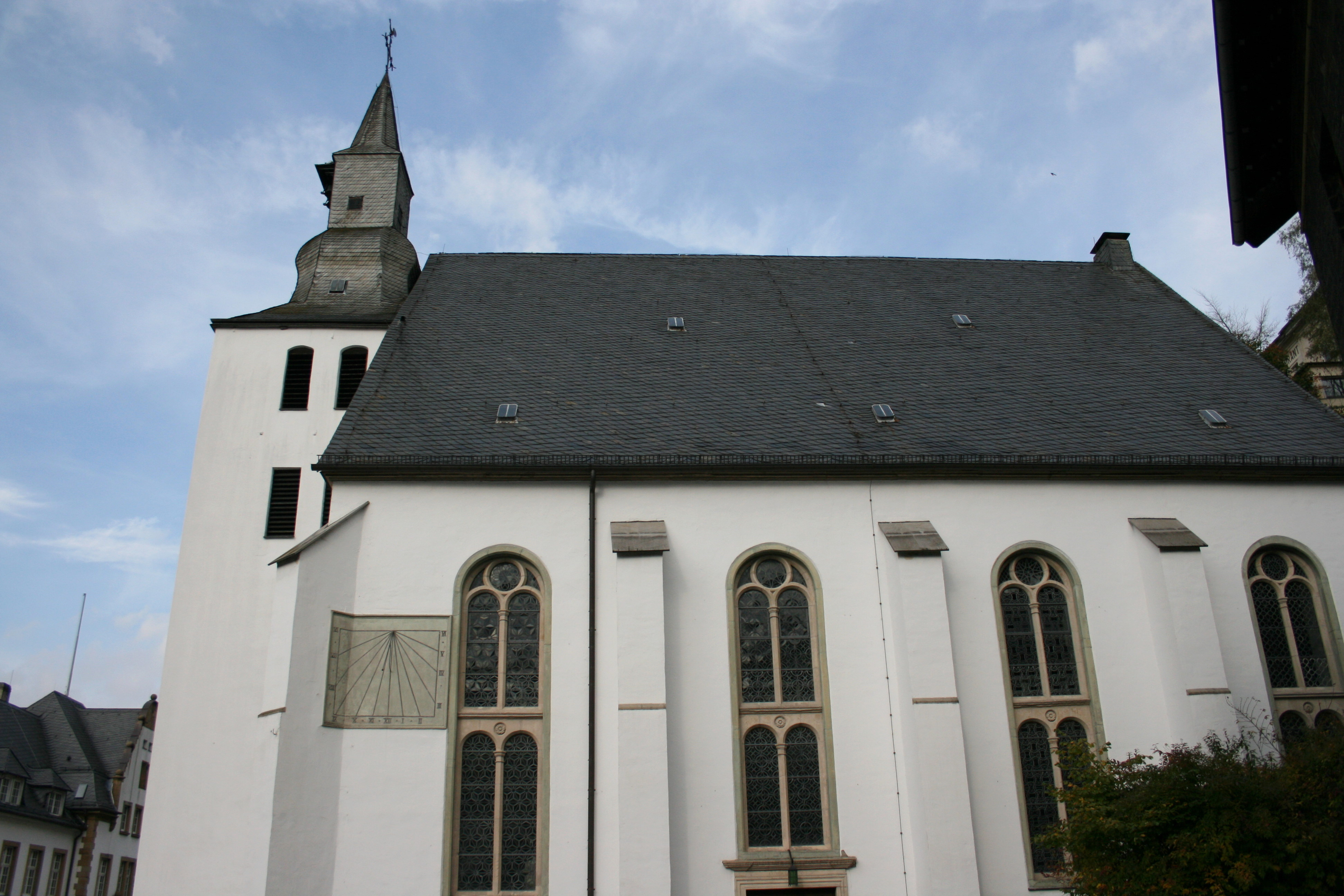
Lutherkirche

Die evangelisch-lutherische Lutherkirche ist ein denkmalgeschütztes Kirchengebäude in Altena, einer Stadt im Märkischen Kreis (Nordrhein-Westfalen).

## Geschichte und Architektur

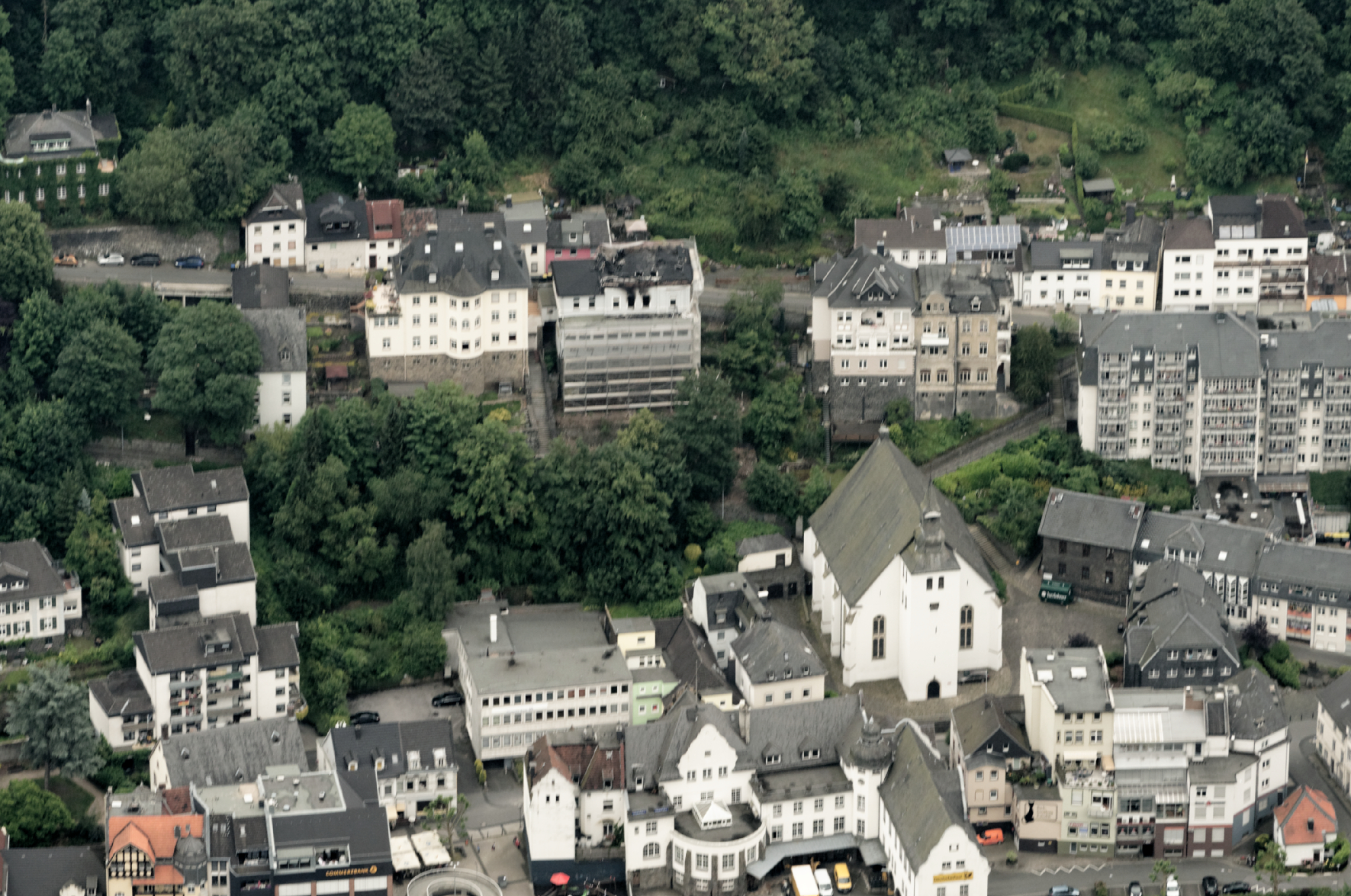
Lutherkirche und Umgebung

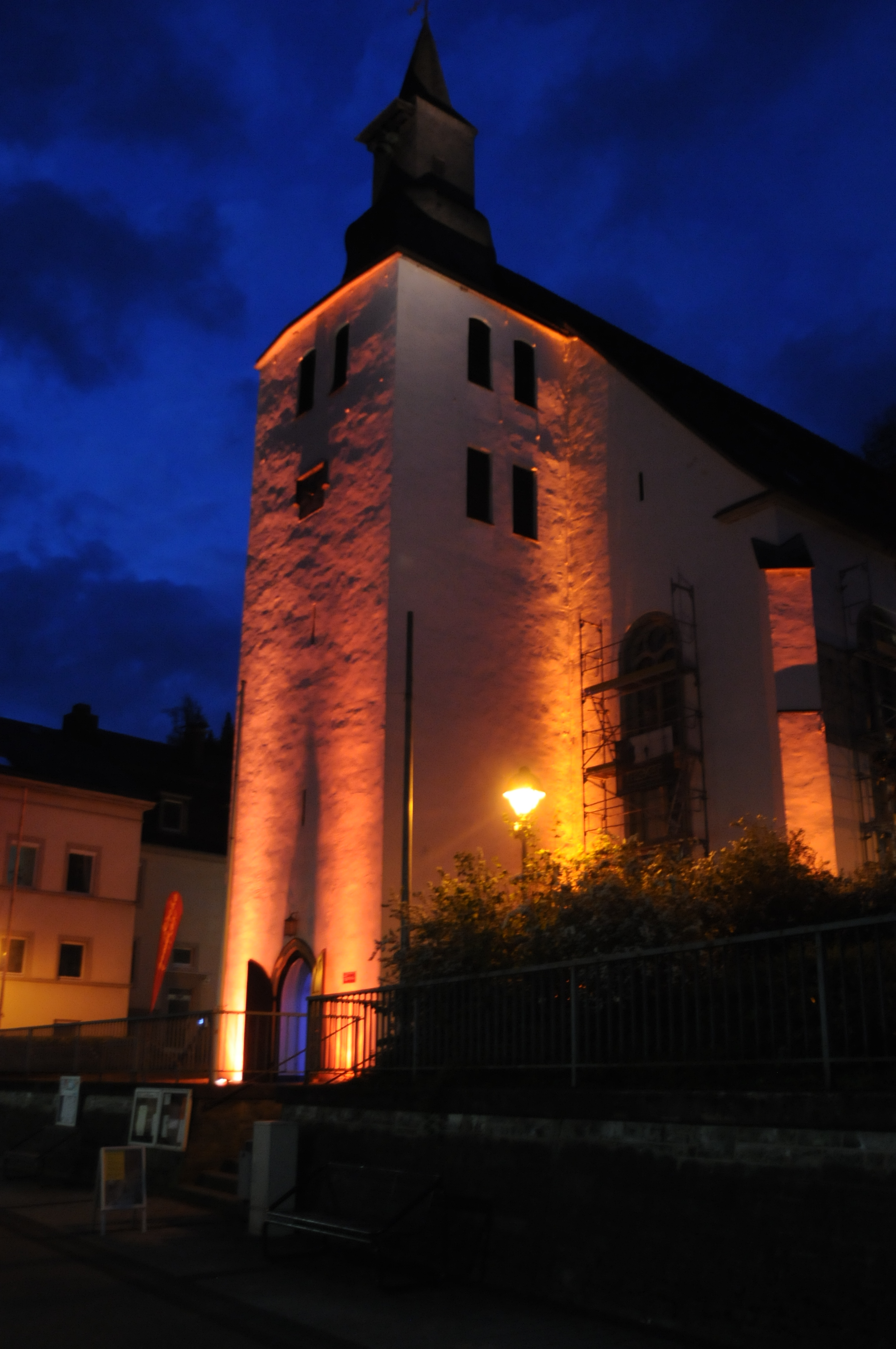
Lutherkirche zur Nacht der offenen Kirchen 2016

Vorgängerkirche war die St.-Katharina-Kirche, die um 1318 errichtet wurde und deren Turm in den Bau von 1738 mit einbezogen wurde. Die Pfarrkirche hatte das Seelsorge-, Tauf- und Begräbnisrecht sowie das Zehntrecht. Ab 1535 wurde an der Kirche die Reformation eingeführt. Dies war ein Prozess, der sich über mehrere Jahrzehnte erstreckte. Der Gegensatz zwischen Lutheranern und Calvinisten führte 1612 bis 1624 zu erbittertem Streit um die Auslegung des Abendmahles sowie um die Stadtkirche und die dazugehörigen Einnahmen. Die alte Katharinenkirche wurde 1624 endgültig lutherisch. Nach mehreren Brandschäden und dauernder Feuchtigkeit war die Kirche 1702 baufällig geworden. Die Einwohnerzahl der Stadt war inzwischen auf 2611 angestiegen und die Kirche war zu klein geworden. 1719 wurde ein Neubau beschlossen. Das Geld wurde durch die Versteigerung der Kirchensitze, eine Kollekte in ganz Westfalen, Spenden und Anleihen beschafft. König Friedrich Wilhelm I. gewährte einen Zuschuss von 1000 Talern. 1738 wurde der Grundstein für die Erweiterung auf 1000 Plätze gelegt.
Die neue Kirche wurde als Emporenkirche konzipiert. Der alte Kirchturm blieb stehen, das Kirchenschiff wurde nach Osten, in den Berg hinein und zu den Seiten hin vergrößert. Die schlichte Hallenkirche von drei Jochen mit geradem Ostschluss wurde aus Bruchstein gemauert und verputzt. Baumeister war möglicherweise Johann Michael Moser. Dem Turm wurde ein barocker Helm aufgesetzt. Der Innenraum ist fast quadratisch, da wo die Säulen stehen, waren wohl die Begrenzungsmauern der alten Kirche. Auf der Rückseite befinden sich Zugänge zur Empore und zu dem Raum der ehemaligen Lateinschule im Dach. Die Kreuzgratgewölbe ruhen auf Säulen und Emporenanbauten. Die Gewölbemalereien von 1938 wurden 2007 restauriert.
In den Morgenstunden des 15. Mai 2015 kam es zu einem Brand im linken Kirchenschiff, die Kirche war bis auf weiteres nicht betretbar. Nach Abschluss der Sanierung wurde die Kirche am 12. März 2017 in einem feierlichen Festgottesdienst, der von den beiden Gemeindechören sowie dem Blasorchester Altena gestaltet wurde, wiedereröffnet. Der Kanzelorgelprospekt wurde während des Brandes in Mitleidenschaft gezogen und daraufhin aufwendig restauriert. Die erneuerte Holzkonstruktion aus dem 18. Jahrhundert wurde im September 2017 von der LWL-Denkmalpflege, Landschafts- und Baukultur in Westfalen als Denkmal des Monats in Westfalen-Lippe ausgewählt.

## Ausstattung
Den Ostabschluss bildet die Barockanlage mit Altar, Kanzel und Orgel. Diese Anlage macht die Kirche zu einer typisch protestantische Predigtkirche. Der Altarblock stammt wohl vom 14. Jahrhundert, die Mensa ist mit 1833 bezeichnet. Altar, Orgel und Kanzel sind über- und hintereinander angeordnet. Der Kanzelorgelprospekt ist raumbeherrschend. Der freistehende zweigeschossige Einbau wurde aus Holz gefertigt. Im Untergeschoss ist die Sakristei untergebracht. Die Orgel wurde 1974 renoviert. Die Kanzel ist reich mit Gold bearbeitet. In der Mitte der Kanzel ist Gottvater mit einer Weltkugel in der Hand dargestellt. Unter dem Schalldeckel schwebt eine Taube und auf dem Schalldeckel nimmt der auferstandene Christus mit der Siegesfahne den höchsten Platz auf dem Akanthusthron ein.
Die farbliche Ausgestaltung der Kirche ist überwiegend in weiß, blau und Gold gehalten. In den Deckenmedaillons werden Engel und Evangelisten dargestellt. Über der Chorempore wird Heilige Katharina als entschlossene, kämpferische Frau gezeigt. Unter den Treppenläufen zur Empore befinden sich Betstuben.
Die Herkunft des Abendmahlsbildes auf der Tür zur Kanzel ist nicht bekannt. Es ist oben halbrund und stellt Jesus im Kreise von elf Jüngern dar.

## Orgel

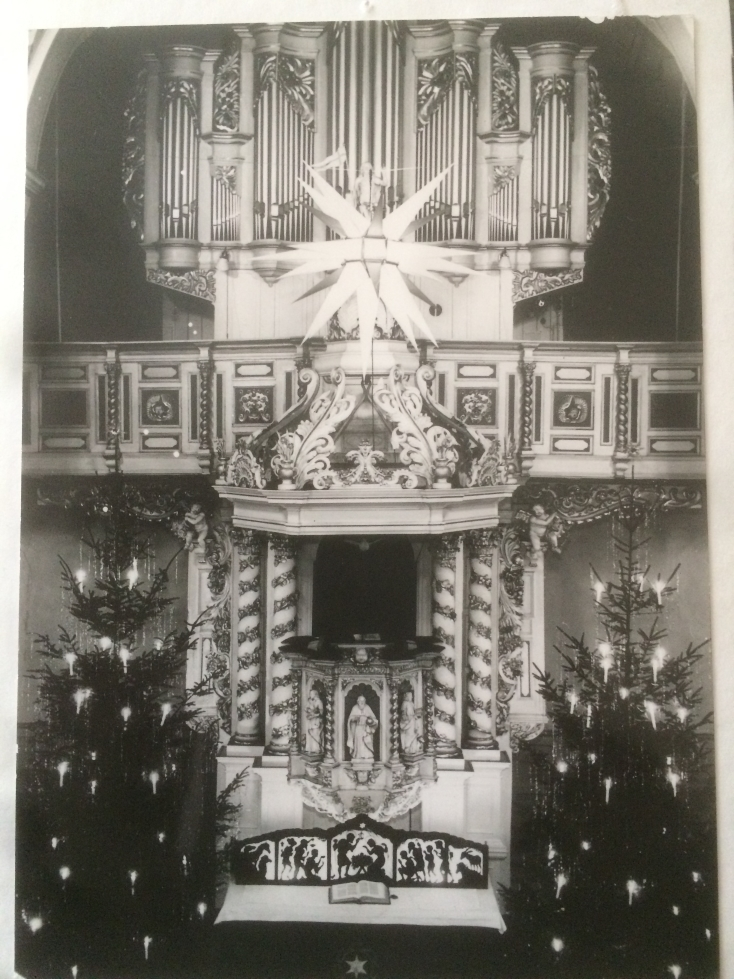
Orgel (um 1960)

Die heutige Orgel wurde 1974 von Firma Alfred Führer aus Wilhelmshaven hinter dem historischen Prospekt gebaut.
Die ältesten Teile der siebenachsigen Fassade gehen auf Johann Henrich Kleine (1693–1773) und seinen Sohn Johann Christian Kleine (1737–1805) (aus Freckhausen im Oberbergischen Land) zurück, die im Jahr 1764 einen Neubau schufen. Laut Bauvertrag mit der evangelischen Kirchengemeinde in Altena vom 24. Februar 1763 verpflichtete sich J. Henrich Kleine für 900 Reichstaler zu einer Reparatur der noch vorhandenen (nicht näher spezifizierten) Vorgängerorgel, damit der Gottesdienstbetrieb fortgeführt werden konnte, darüber hinaus zu einem Neubau der Orgel unter Erweiterung und Übernahme schon vorhandener Register. Aus der Dispositionssammlung von Joh. Christian  Kleine geht hervor, dass die Orgel Pedaltürme besessen haben dürfte, da der Principal 16′ „ins Gesicht“, d. h. im Prospekt ausgeführt war. In den Spezifikationen des Vertrages mit der Gemeinde wird auch aufgeführt, welche Register aus der alten Orgel übernommen und welche als Neubau gefertigt werden sollten. Dabei gab es einen Neubau der Vox humana, des Prinzipals im Prospekt und der 16′ Register im Pedal, außerdem der Windladen, der Traktur und Manuale, eines kompletten Blasebalges und die Reparatur der drei noch vorhandenen Bälge. Auch das komplette Positiv mit „Laubwerk“ sowie Traktur, Klaviatur und Windlade des Pedals wurden neu gebaut. Zudem fehlte wohl bei vielen Registern zuvor jeweils das tiefe C.
| I Manual C–c3 |                          |      |
| 01.           | Principal ins Gesicht    | 08′  |
| 02.           | Bordun                   | 16'  |
| 03.           | Violdegamba *(teilweise) | 08′  |
| 04.           | Gedac *                  | 08′  |
| 05.           | Octava                   | 04'  |
| 06.           | Salcional                | 04′  |
| 07.           | Sesquialter * 3 Chor     | 03′  |
| 08.           | Oktava                   | 02′  |
| 09.           | Fleute im Bass *         | 02′  |
| 10.           | Cornetti im Disc: 3 Chor | 3⁄4′ |
| 11.           | Mixtur * 3 Chor          | 01′  |
| 12.           | Basson im Bass           | 16′  |
| 13.           | Hoboe im Disc: aus       | 08′  |
| 14.           | Trompet *                | 08′  |

| II Positiv C–c3 zu beiden Seiten des Manuals |                         |    |
| 15.                                          | Principal ins Gesicht   | 4′ |
| 16.                                          | Lieblich Gedac von Holz | 8′ |
| 17.                                          | Fleut Traver            | 4′ |
| 18.                                          | Gemshorn                | 4′ |
| 19.                                          | Quinta                  | 3′ |
| 20.                                          | Octava                  | 2′ |
| 21.                                          | Flachfleut              | 2′ |
| 22.                                          | Mixtur 3 Chor           | 1′ |
| 23.                                          | Krumhorn                | 8′ |
| 24.                                          | Voxhumana               | 8′ |

| Pedal C–c1 |                       |     |
| 25.        | Principal ins Gesicht | 16′ |
| 26.        | Octava *              | 08′ |
| 27.        | Octava *              | 04′ |
| 28.        | Mixtur 5 Chor         | 02′ |
| 29.        | Posaun                | 16′ |
| 30.        | Trompet               | 08′ |

die mit * gekennzeichneten Register stammen aus der Vorgängerorgel
- Koppeln: zu beiden Klaviaturen
- Schwebung zur Voxhumana
- Ventil
- Vier Bälge 8′ lang 4′ breit[7].

Nach mehreren Umbauten dieser Orgel erneuerte die renommierte Firma Ladegast & Sohn 1895 das Werk, von dem nur der veränderte Manualprospekt bis heute erhalten blieb. Die Einweihung fand 1895 statt. Die Orgel verfügte über 32 Register mit 1850 Pfeifen. Für die Zeit typisch wurde sie mit Kegelladen und pneumatischer Steuerung über Messingröhren ausgeführt.
Die Disposition der Ladegast-Orgel ist Ausdruck des Zeitgeschmacks mit vielen grundtönigen Stimmen. Ob das II. oder III. Manual als Schwellwerk ausgelegt war, geht aus den Angaben nicht eindeutig hervor. Aufgrund erheblicher Ähnlichkeiten der Disposition und der Gesamtanlage mit drei Manualen mit der noch erhaltenen Orgel in St. Johannis, Wernigerode, III/P 33 Register von 1885, ist davon auszugehen, dass auch in Altena das Echowerk (III. Manual) schwellbar gewesen ist. Interessant ist die teils identische Disposition. Auch dürfte der Tonumfang von C–f3 bzw. C–d1 ähnlich gewesen sein. Man kann daher heute in Wernigerode Rückschlüsse ziehen, wie die Altenaer Ladegast-Orgel wohl geklungen haben mag.

| I Manual C– |             |     |
| 01.         | Bordun      | 16′ |
| 02.         | Principal   | 08′ |
| 03.         | Flöte       | 08′ |
| 04.         | Doppelflöte | 08′ |
| 05.         | Gambe       | 08′ |
| 06.         | Principal   | 04′ |
| 07.         | Gemshorn    | 04′ |
| 08.         | Oktave      | 02′ |
| 09.         | Cornett III |     |
| 10.         | Mixtur IV   |     |
| 11.         | Trompete    | 08′ |

| II Manual C– |                  |     |
| 12.          | Gedackt          | 16′ |
| 13.          | Geigenprincipal  | 08′ |
| 14.          | Flauto traverso  | 08′ |
| 15.          | Salicional       | 08′ |
| 16.          | Rohrflöte        | 08′ |
| 17.          | Flauto minor     | 04′ |
| 18.          | Fugara           | 04′ |
| 19.          | Progressiv II–IV |     |
| 20.          | Clarinette       | 08′ |

| III Echowerk C– |                  |     |
| 21.             | Viola d’amour    | 08′ |
| 22.             | Lieblich Gedackt | 08′ |
| 23.             | Vox coelestis    | 08′ |
| 24.             | Piffero          | 04′ |

| Pedal C– |               |        |
| 25.      | Principalbass | 16′    |
| 26.      | Subbass       | 16′    |
| 27.      | Violon        | 16′    |
| 28.      | Oktavbass     | 08′    |
| 29.      | Cello (Zinn)  | 08′    |
| 30.      | Nasard        | 5 1⁄3′ |
| 31.      | Octave        | 04′    |
| 32.      | Posaune       | 16′    |

- Koppeln: I/II, I/III, I/P, II/P
- Calcanten-Glocke
- Spielhilfen: freie Kombinationen, Pedal forte als Tritt, Schweller (wahrscheinlich für das Echowerk), Absteller

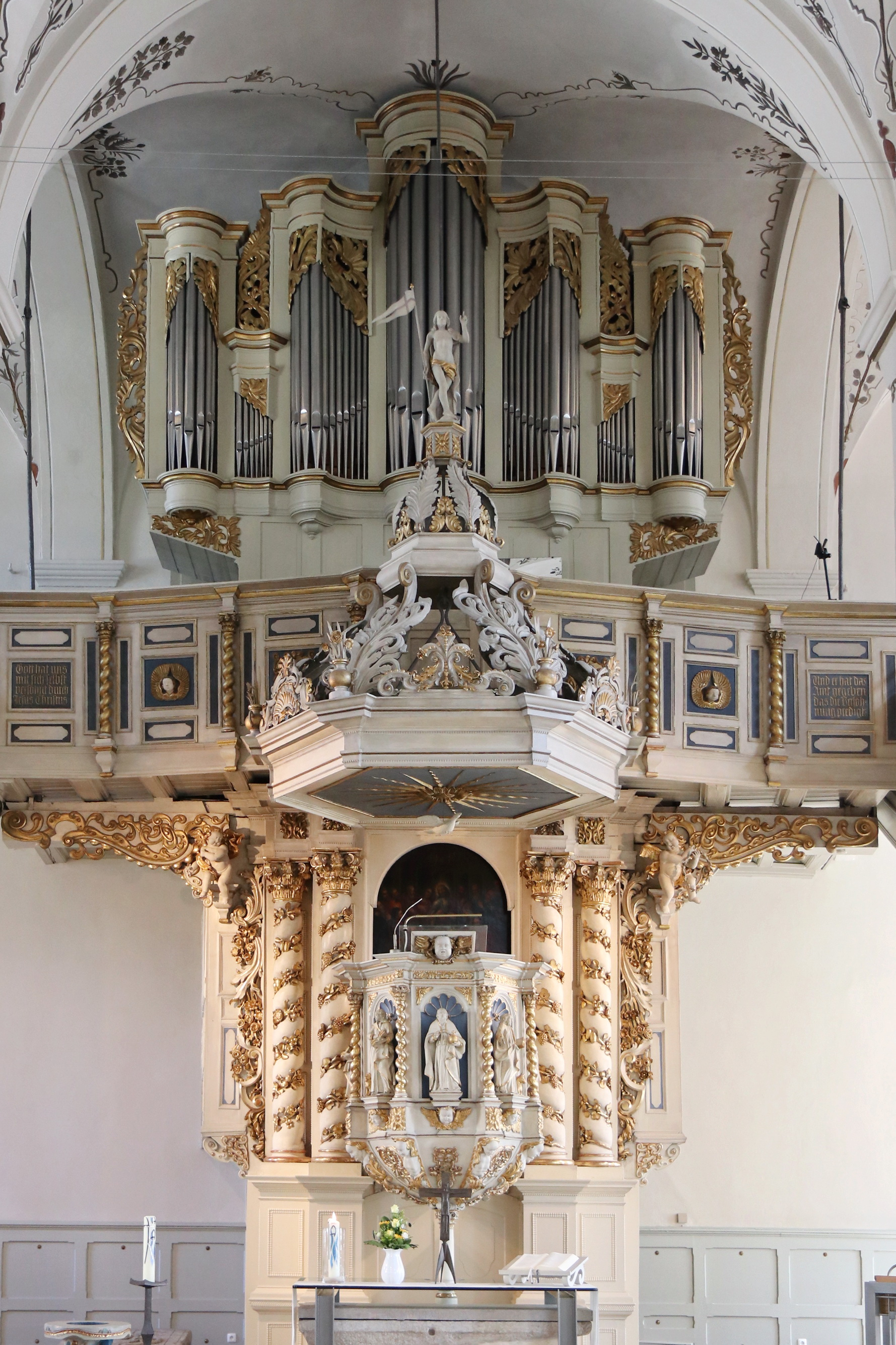
Orgel (2020)

Die Alfred-Führer-Orgel von 1974 verfügt über 28 Register, die auf zwei Manuale (Hauptwerk und Schwellwerk) und Pedal verteilt sind. Das Instrument hat eine mechanische Spieltraktur, elektrische Koppel- und Registerzüge sowie eine moderne Setzerkombination mit 3999 Speicherplätzen und Sequenzer (Auf/Ab), Pleno und Absteller (Auslöser, zum Abwählen aller Register), jeweils als Hand- sowie auch als Fußschalter. Die Orgel wurde am 13. Oktober 1974 in einem Festgottesdienst in Anwesenheit des Superintendenten Dr. Weichenhan aus Iserlohn geweiht. Beteiligt war die Luther-Kantorei und der damalige Kantor Günter Treeck (* 1932; † 2016). Eberhard Eßrich schreibt im Programm zur Weihe der Orgel: 

„Alfred Führer war besonders glücklich und dankbar über den Auftrag des Baues dieser Orgel in Altena. Die Freude der Fertigstellung seines Werkes durfte er nicht mehr erleben. Gott, der Herr über Leben und Tod, hat den Meister zuvor über seinem Werke abgerufen. So steht die Orgel zum Andenken an ihren Erbauer und bedeutenden Meister deutscher Orgelbaukunst zur größeren Ehre unseres Dreieinigen Gottes und zur Erbauung seiner Gemeinde.“

Die Disposition von Alfred Führer folgt der barocken Tradition bzw. der Orgelbewegung:
| I Hauptwerk C–g3 |                 |       |
| 01.              | Pommer          | 16′   |
| 02.              | Prinzipal       | 08′   |
| 03.              | Rohrflöte       | 08′   |
| 04.              | Oktav           | 04′   |
| 05.              | Gedacktflöte    | 04′   |
| 06.              | Prinzipalquinte | 2 ⁄3′ |
| 07.              | Oktav           | 02′   |
| 08.              | Waldflöte       | 02′   |
| 09.              | Mixtur V        | 1 ⁄3′ |
| 10.              | Trompete        | 08′   |

| II Schwellwerk C–g3 |                 |      |
| 11.                 | Holzgedackt     | 08′  |
| 12.                 | Quintade        | 08′  |
| 13.                 | Prinzipal       | 04′  |
| 14.                 | Blockflöte      | 04′  |
| 15.                 | Gemshorn        | 02′  |
| 16.                 | Octav           | 01′  |
| 17.                 | Sesquialtera II |      |
| 18.                 | Scharff IV      | 2⁄3′ |
| 19.                 | Holzdulcian     | 16′  |
| 20.                 | Regal           | 08′  |
|                     | Tremulant       |      |

| Pedal C–f1 |             |       |
| 21.        | Subbass     | 16′   |
| 22.        | Prinzipal   | 08′   |
| 23.        | Gedackt     | 08′   |
| 24.        | Choralbass  | 04′   |
| 25.        | Nachthorn   | 02′   |
| 26.        | Mixtur IV   | 2 ⁄3′ |
| 27.        | Holzposaune | 16′   |
| 28.        | Fagott      | 08′   |

- Koppeln: II/I, I/P, II/P

## Glocken
Das Geläut der Lutherkirche besteht aus drei Gussstahlglocken, die schwingend zu den Gottesdiensten läuten, und zwei kleinen Uhrschlagglocken am Turmhelm für den Uhrschlag.
| Nr. | Name         | Nominal | Durchmesser | Gewicht  | Gussjahr | Gießer                                   |
| --- | ------------ | ------- | ----------- | -------- | -------- | ---------------------------------------- |
| 1   | große Glocke | a°      | 198 cm      | 5.940 kg | 1920     | Bochumer Verein für Gussstahlfabrikation |
| 2   | Totenglocke  | cis'    | 157 cm      | 2.400 kg | 1920     | Bochumer Verein für Gussstahlfabrikation |
| 3   | Betglocke    | e'      | 138 cm      | 1.750 kg | 1920     | Bochumer Verein für Gussstahlfabrikation |